# Romanian Journal of Physics
Romanian Journal of Physics este o revistă științifică editată de Academia Română. Publică articole originale și alte lucrări nepublicate de interes deosebit; articole de sinteză privitoare la rezultate semnificative ale unor cercetări cu caracter vast sau la dezvoltări relevante în domenii esențiale ale fizicii; note de cercetare scurte cu scopul publicării rapide de rezultate noi și interesante.
Sunt publicate contribuții referitoare la următoarele teme:
- fizică teoretică și matematică aplicată;
- fizică nucleară;
- fizica solidului și știința materialelor;
- fizică statistică și mecanică cuantică;
- optică;
- spectroscopie;
- plasmă și laseri;
- fizică nucleară și fizica particulelor elementare;
- fizică atomică și moleculară;
- astrofizică;
- fizica atmosferei și fizica Pământului;
- protecția mediului.